# Psilotreta amera
Psilotreta amera là một loài Trichoptera trong họ Odontoceridae. Chúng phân bố ở miền Tân bắc.